# وادی زناتی
وادی زناتی (به عربی: وادي الزناتي) یک شهرداری در الجزایر است که در استان قالمه واقع شده‌است. وادی زناتی ۳۲٬۸۷۰ نفر جمعیت دارد.